# Markionizem
Markionizem je heretično krščansko gibanje, ki ga je pričel Markion. 
Markion je iz kanona izključil celotno Staro zavezo in kot Sveto pismo priznal le Lukov evangelij in Pavlova pisma. Razlikoval je tudi starozaveznega in novozaveznega Boga Očeta.